# 水越英明
水越 英明（みずこし ひであき　1962年〈昭和37年〉7月6日 - ）は、日本の外交官。

## 人物
東京都出身。1985年東京大学法学部卒業、外務省入省。内閣審議官を経て、2020年国際情報統括官。2021年駐スリランカ特命全権大使。2024年駐スウェーデン特命全権大使。

## 略歴
- 昭和60年4月　外務省入省
- 平成4年7月　条約局条約課課長補佐
- 平成6年7月　外務大臣秘書官事務取扱
- 平成8年7月　在大韓民国日本国大使館一等書記官
- 平成11年1月　在フランス日本国大使館一等書記官
- 平成13年8月　総合外交政策局科学原子力課企画官
- 平成13年110月　総合外交政策局総務課企画官
- 平成15年4月　総合外交政策局安全保障政策課国際テロ対策協力室長
- 平成15年10月　総合外交政策局国連政策課国際平和協力室長
- 平成16年8月　アジア大洋州局南東アジア第一課長
- 平成18年5月　天皇皇后両陛下シンガポール国及びタイ国御訪問随員
- 平成18年8月　アジア大洋州局南部アジア部南東アジア第一課長
- 平成19年2月　国際情報統括官付国際情報官（第一国際情報官室担当）
- 平成20年9月　在大韓民国日本国大使館参事官
- 平成22年1月　在大韓民国日本国大使館公使
- 平成23年9月　在アメリカ合衆国日本国大使館公使
- 平成26年7月　大臣官房参事官兼国際協力局（地球規模課題担当） 、アジア大洋州局南部アジア部／NGO担当大使
- 平成28年2月　東京都政策企画局外務長
- 平成29年3月　内閣官房内閣審議官（内閣情報調査室）兼内閣官房国際テロ情報集約室次長兼外務省大臣官房審議官兼総合外交政策局
- 令和2年1月　外務省国際情報統括官兼内閣官房内閣情報調査室兼内閣官房国際テロ情報集約室次長
- 令和3年10月　駐スリランカ特命全権大使
- 令和6年9月　駐スウェーデン特命全権大使[3]

## 同期
- 相木俊宏（21年タジキスタン大使）
- 磯俣秋男（24年スリランカ大使・21年アラブ首長国連邦大使）
- 市川とみ子（23年軍縮会議代表部大使）
- 伊藤恭子（23年チリ大使・20年エチオピア大使）
- 稲垣久生（23年トンガ大使）
- 大菅岳史（22年チュニジア大使・19年国連次席大使・18年外務報道官・17年アフリカ部長）
- 大森摂生（22年ボツワナ大使）
- 島田順二（21年メルボルン総領事）
- 清水信介（22年特命全権大使（アフリカ開発会議（TICAD）担当兼アフリカの角地域関連担当、国連安保理改革担当、安保理非常任理事国選挙担当）・18年チュニジア大使）
- 鈴木秀生（24年特命全権大使（広報外交担当兼国際保健担当、メコン協力担当）・20年チェコ大使・19年国際協力局長・17年地球規模課題審議官）
- 鈴木浩（22年インド大使・20年外務審議官・12年内閣総理大臣秘書官）
- 鈴木亮太郎（21年アイスランド大使）
- 滝崎成樹（20年内閣官房副長官補・19年アジア大洋州局長）
- 竹内一之（22年ザンビア大使）
- 垂秀夫（20年中国大使・19年官房長）
- 中前隆博（22年スペイン大使・19年アルゼンチン大使・17年中南米局長）
- 橋本尚文（22年特命全権大使（人権担当兼国際平和貢献担当）・20沖縄大使・18年イラク大使）
- 福島秀夫（21年パナマ大使・18年ヒューストン総領事）
- 前田徹（21年ブルネイ大使）
- 三澤康（25年関西担当大使・22年タンザニア大使）
- 水嶋光一（21年イスラエル大使・19年領事局長）
- 武藤顕（23年ロシア大使・22年外務省研修所長）
- 森美樹夫（23年ニューヨーク総領事・21年領事局長）
- 山元毅（23年ペルー大使・19年グアテマラ大使・17年東京都外務長）